# زیردریایی بی-۵۹
زیردریایی بی-۵۹ (به انگلیسی: Soviet submarine B-59) یک زیردریایی است که طول آن ۹۱٫۳ متر (۲۹۹ فوت ۶ اینچ) می‌باشد.